# 늪거북과
늪거북과(Emydidae)는 거북목 잠경아목 땅거북상과에 속하는 파충류과의 하나이다. 현존하는 2개 아과에 10여 개 속으로 이루어져 있다. 늪거북과에 속하는 종을 흔히 "테라핀" 또는 "늪거북(pond turtles 또는 marsh turtles)"으로 부른다. 늪거북과에 속했던 쿠오라속(Cuora"')의 일부 종은 이제 돌거북과로 분류한다.

## 하위 속
| - Emydinae - 클레미스속 (Clemmys) - Emys - Glyptemys - Terrapene | - Deirochelyinae - Chrysemys - Deirochelys - Graptemys - Malaclemys - Pseudemys - 붉은귀거북속Trachemys - 연못거북 Trachemys scripta |

## 같이 보기
- 민물거북